# Belalong
Belalong, mal. Sungai Belalong, znana także jako Relalong River – rzeka w dystrykcie Temburong w Brunei. Przepływa przez lasy deszczowe na obszarze Batu Apoi Forest Reserve, w tym przez Park Narodowy Ulu Temburong. Uchodzi do rzeki Sungai Temburong.
Na lewym brzegu rzeki założone zostało w 1990 roku Kuala Belalong Field Study Centre, będące placówką badawczą Universiti Brunei Darussalam.